# 亞塞拜然國家沙灘足球隊
亞塞拜然國家沙灘足球隊為代表亞塞拜然參加國際性沙灘足球賽事的隊伍，由亞塞拜然足球協會負責管理和籌組。

## 成績
- 2008年賽季
  - 歐洲沙灘足球盃，亞塞拜然巴庫：季軍

## 外部連結
- 亞塞拜然沙灘足球協會（页面存档备份，存于）